# وینسلی
وینسلی (به انگلیسی: Winsley) یک روستا و محله مدنی در بریتانیا است که در Wiltshire واقع شده‌است. وینسلی ۱٬۹۲۰ نفر جمعیت دارد.